# Sizwe Motaung
Sizwe Wesles Motaung (Newcastle, 7 gennaio 1970 – Newcastle, 16 agosto 2001) è stato un calciatore sudafricano, di ruolo difensore. Nel 2001, a trentun anni, è morto a causa dell'AIDS.

## Palmarès

### Club

#### Competizioni nazionali
- Campionato sudafricano: 1

Orlando Pirates: 2000-2001
- Coppa del Sudafrica: 2

Jomo Cosmos: 1990
Kaizer Chiefs: 2000

### Nazionale
- Coppa d'Africa: 1

Sudafrica 1996